# Chiến dịch Tô Nam
Chiến dịch Tô Nam (tiếng Trung: 苏南战役) là một loạt các trận chiến vào năm 1945 diễn ra tại Nam Giang Tô và các vùng lân cận ở An Huy cùng với bắc Chiết Giang, giữa Đảng cộng sản và những người theo phe Quốc dân Đảng phục vụ cho chính quyền bù nhìn Nhật Bản,nhưng tái gia nhập Quốc dân Đảng sau thế chiến. Trận chiến này là một trong những trận đầu tiên của nội chiến Trung Quốc diễn ra sau chiến tranh thế giới thứ 2, với phần thắng thuộc về phe Cộng Sản.

## Khởi đầu
Giống như những cuộc đụng độ tương tự khác xảy ra ngay sau khi Thế chiến II kết thúc giữa Quốc dân Đảng và đảng Cộng Sản ở Trung Quốc, cuộc xung đột này cũng bắt nguồn từ việc Tưởng Giới Thạch nhận ra rằng Quốc dân Đảng của ông ta chỉ đơn giản là không có đủ quân đội cũng như không đủ phương tiện vận tải để triển khai quân đội của mình vào các khu vực Nhật Bản chiếm đóng ở Trung Quốc. Không muốn để những người cộng sản, vốn đã kiểm soát hầu hết các vùng nông thôn ở Trung Quốc mở rộng lãnh thổ của họ bằng cách chấp nhận sự đầu hàng của Nhật Bản và do đó sẽ kiểm soát các vùng bị Nhật Bản chiếm đóng, Tưởng Giới Thạch đã ra lệnh cho người Nhật và chế độ bù nhìn không đầu hàng quân cộng sản, duy trì khả năng chiến đấu của họ để "giữ trật tự" trong các khu vực bị Nhật Bản chiếm đóng, đồng thời chống lại những người cộng sản khi cần thiết, cho đến khi quốc quân được triển khai. Kết quả là, hầu hết các thành viên của chế độ bù nhìn Nhật Bản và lực lượng quân sự của họ đã tái gia nhập Quốc dân Đảng.
Tuy nhiên, phần lớn lực lượng trờ về Quốc dân Đảng từ chính quyền bù nhìn Nhật Bản không thuộc quyền sở hữu của Tưởng Giới Thạch, mà thay vào đó họ trung thành với các lãnh chúa địa phương, vốn chỉ thuộc về Tưởng trên danh nghĩa và giữ tình trạng độc lập hoặc bán độc lập trước khi thế chiến thứ 2 bùng nổ. Những lãnh chúa này chỉ quân tâm đến quyền lực của họ và đã đào thoát sang phía Nhật Bản khi được người Nhật đảm bảo quyền lợi, và gia nhập lại Quốc dân Đảng sau thế chiến thứ 2 với mục đích tương tự.Rõ ràng, Tưởng khó có thể loại bỏ ngay những lãnh chúa này ngay khi họ tái gia nhập Quốc dân Đảng, bởi làm như vậy sẽ khiến các phe phái khác trong Quốc dân Đảng tức giận, và những lãnh chúa này vẫn có thể giúp Tưởng mở rộng lãnh thổ bằng cách đóng giữ ở lãnh thổ của họ cho đến khi Quốc quân được triển khai. Mục tiêu của Tưởng Giới Thạch là  giải quyến nạn quân phiệt đã tồn tại ở Trung Quốc một thời gian dài, và đồng thời tiêu diệt Đảng cộng sản, đã được chứng minh sau đó là một chiến lược hết sức sai lầm khi hai phe giao chiến.

## Chiến lược của Quốc dân Đảng
Với chiến lược nhằm đồng thời giải quyết nạn quân phiệt và Đảng cộng sản của mình, Tưởng Giới Thạch cùng các cộng sự của mình hy vọng rằng các lãnh chúa tái gia nhập Quốc dân Đảng từ chính quyền bù nhìn Nhật Bản sẽ giữ vững những vùng lãnh thổ của mình và chống trả lại quân cộng sản đủ lâu cho tới khi Quốc quân được điều đến. Trong trường hợp Đảng cộng sản đánh bại các lãnh chúa địa phương này, thì Tưởng vẫn là người được lợi, vì quân lực của cả hai phe đều sẽ bị suy yếu, và lực lượng của Tưởng sẽ dễ dàng kiểm soát cục diện chiến tranh.
Về phần các lãnh chúa địa phương, họ rất mong muốn chứng tỏ mình và hoàn toàn tuân theo lệnh Tưởng Giới Thạch. Các quân phiệt này hiểu rằng bằng việc cộng tác với quân xâm lược Nhật Bản trong chiến tranh, họ bị người dân trong nước vô cùng căm ghét, đặc biệt là những người theo Quốc dân Đảng đã từ chối đầu hàng và chiến đấu đến thắng lợi cuối cùng. Đối mặt với việc bị giải giáp vũ khí và triệt tiêu quyền lực sau chiến tranh, mệnh lệnh của Tưởng Giới Thạch là cứu cánh cuối cùng của họ, bởi nó có thể giúp cho những lãnh chúa này và quân đội  của mình được hợp thức hoá bằng việc chiến đấu chống lại cộng sản- vốn được Tưởng Giới Thạch và Quốc dân Đảng xem là những kẻ nổi loạn.

## Chiến lược của Cộng sản
Chieen lược của đảng Cộng sản đơn giản hơn nhiều so với Quốc dân Đảng vì không có sự chia rẽ lớn nào trong hàng ngũ của họ. Đảng cộng sản đã giành được sự ủng hộ lớn của quần chúng khi là lực lượng duy nhất ở lại và chiến đấu chống lại quân Nhật tại những vùng bị chiếm đóng, trong khi Quốc dân Đảng lựa chọn rút lui. Họ đã thành công trong việc thiết lập các căn cứ tại những vùng nông thôn bị chiếm đóng, bởi họ cung cấp cho những người dân ở đây một cuộc sống tốt hơn nhiều sơ với phát xít Nhật. Vì vậy, một bộ phận lớn dân chúng cho rằng Cộng sản mới là lực lượng nên tiếp quản các vùng đang thuộc quyền kiểm soát của người Nhật và các chính quyền bù nhìn.

## Huy động lực lượng
Quốc dân Đảng
- Sư đoàn 3
- Các đơn vị khác
- Quân Nhật Bản

Đảng Cộng sản
- Một bộ phận của quân khu Chiết Giang-Giang Tô.

## Chiến dịch
Ngay 8 tháng 9 năm 1945, phân đội 1 của quân khu Chiết Giang- Giang Tô quyết định chiếm vùng trung bộ Giang Tô, bắc Chiết Giang và các khu vực lân cận tỉnh An Huy bằng vũ lực sau khi quân Nhật Bản và quân chế độ bù nhìn từ chối đầu hàng. Từ trung tuần tháng 8 năm 1945, hàng chục đồn lũy từ huyện Cú Dung (句容) phía bắc Giang Tô đến huyện Trường Hưng (长兴) phía nam Triết Giang lần lượt rơi vào tay quân Cộng Sản, bao gồm cả
Vào ngày 14 tháng 8 năm 1945, Trung đoàn 8 thuộc Sư đoàn 3 Quốc dân Đảng với tổng số hơn 1.200 người liều lĩnh tấn công Cú Dung (句容) trong một nỗ lực phản công, và họ được hỗ trợ bởi hai đại đội quân Nhật. Trung đoàn 1 thuộc quân khu Giang Tô - Chiết Giang đã phục kích kẻ thù tại đồi Zhang Family's Hills (Zhangjiagang, 张家,), và Duan Family's Bridge (Duanjiaqiao, 段 家 桥), và sau một trận chiến kéo dài mười một giờ, thành công trong việc tiêu diệt hơn 30 quân Nhật và hơn 370 quân dân tộc chủ nghĩa, bao gồm cả trung đoàn trưởng của Trung đoàn 8 thuộc Sư đoàn 3 của quân dân tộc. Một quân Nhật và hơn 350 quân dân tộc chủ nghĩa cũng bị quân cộng sản bắt sống.
Ngày 19 tháng 8 năm 1945, Đại đội 1 của quân khu Giang Tô - Chiết Giang tấn công Jintan và Liyang, đồng thời tiêu diệt quân phòng thủ bao gồm một phân đội quân Nhật và hai trung đoàn của những người theo chủ nghĩa dân tộc trước đây đã biến lực lượng của chế độ bù nhìn Nhật Bản trong quá trình này. Hơn 1.700 quân dân tộc chủ nghĩa đã bị bắt sống bởi những người cộng sản tấn công. Bốn khẩu đại bác và 48 đại liên cũng rơi vào tay cộng sản. Tận dụng lợi thế của họ, những người cộng sản đã chiếm các thị trấn Lishui (溧水), Gaochun (高淳) và các thị trấn Eastern Hill, River Ripe (Hushu, 湖 熟) của quận Jiangning (江宁), đe dọa vùng ngoại ô Nam Kinh. Ngày 24 tháng 8 năm 1945, Tế An rơi vào tay cộng sản, và ngày 25 tháng 8 năm 1945, huyện Lăng Tây rơi vào tay cộng sản. Chiến dịch cuối cùng kết thúc vào ngày 28 tháng 8 năm 1945, khi quận Quảng Đức rơi vào tay cộng sản.
Giống như những cuộc đụng độ tương tự khác ngay sau khi Thế chiến II kết thúc giữa Quốc dân Đảng và Cộng sản Đảng, cuộc xung đột này cũng cho thấy nỗ lực của Tưởng Giới Thạch nhằm đồng thời giải quyết vấn đề lãnh chúa đã gây khó khăn cho Trung Quốc bấy lâu nay và vấn đề việc cùng nhau tiêu diệt chủ nghĩa cộng sản đã được chứng minh là một sai lầm chết người. Mặc dù kết quả của chiến dịch diễn ra đúng như Tưởng Giới Thạch và các thuộc hạ của ông ta đã dự đoán, và do đó quyền lực của các lãnh chúa trong vùng này thực sự bị suy giảm khi lực lượng quân sự của họ bị quân cộng sản đập tan, do đó vấn đề lãnh chúa đã gây khó khăn cho Trung Quốc. do đó đã giảm quá lâu cho khu vực cụ thể này, và mục tiêu thứ yếu của Tưởng Giới Thạch đã đạt được ở đây, bất kỳ lợi ích tích cực nào mà những người theo chủ nghĩa dân tộc thu được đều bị phủ nhận bởi sự sa sút về chính trị. Lý do là thành công đạt được mục tiêu thứ yếu này đã phải trả một cái giá rất lớn khi những người theo chủ nghĩa dân tộc mất đi sự ủng hộ của quần chúng ở khu vực trước đây do người Nhật thống trị, bởi vì người dân địa phương đã đổ lỗi cho những người theo chủ nghĩa dân tộc vì đã để mất các khu vực này vào tay quân xâm lược Nhật Bản, trong khi chỉ định lại các lực lượng của chế độ bù nhìn Nhật Bản trước đây là lực lượng dân tộc chủ nghĩa để chống lại cộng sản, lực lượng duy nhất của Trung Quốc còn sót lại ở các khu vực, chỉ khiến dân chúng địa phương xa lánh hơn và củng cố lòng căm phẫn của quần chúng đối với Tưởng Giới Thạch và chính phủ dân tộc chủ nghĩa của ông ta.